# SdKfz 6半履带车
第6号特种车辆（德语：Sonderkraftfahrzeug 6，简称：Sd.Kfz. 6），又称5吨中型牵引车（Mittlerer Zugkraftwagen 5t），是纳粹德国在二战期间使用的一款半履带车。它的主要用途是牵引LeFH 18榴弹炮或其它重型设备。

## 研发和生产
1934年，布欣-纽埃汽车公司开始设计的一款全新中型火炮牵引车辆，也就是Sd.Kfz. 6。由布欣-纽埃汽车公司和戴姆勒-奔驰负责生产，截至1942年大约生产了750辆。

## 型号

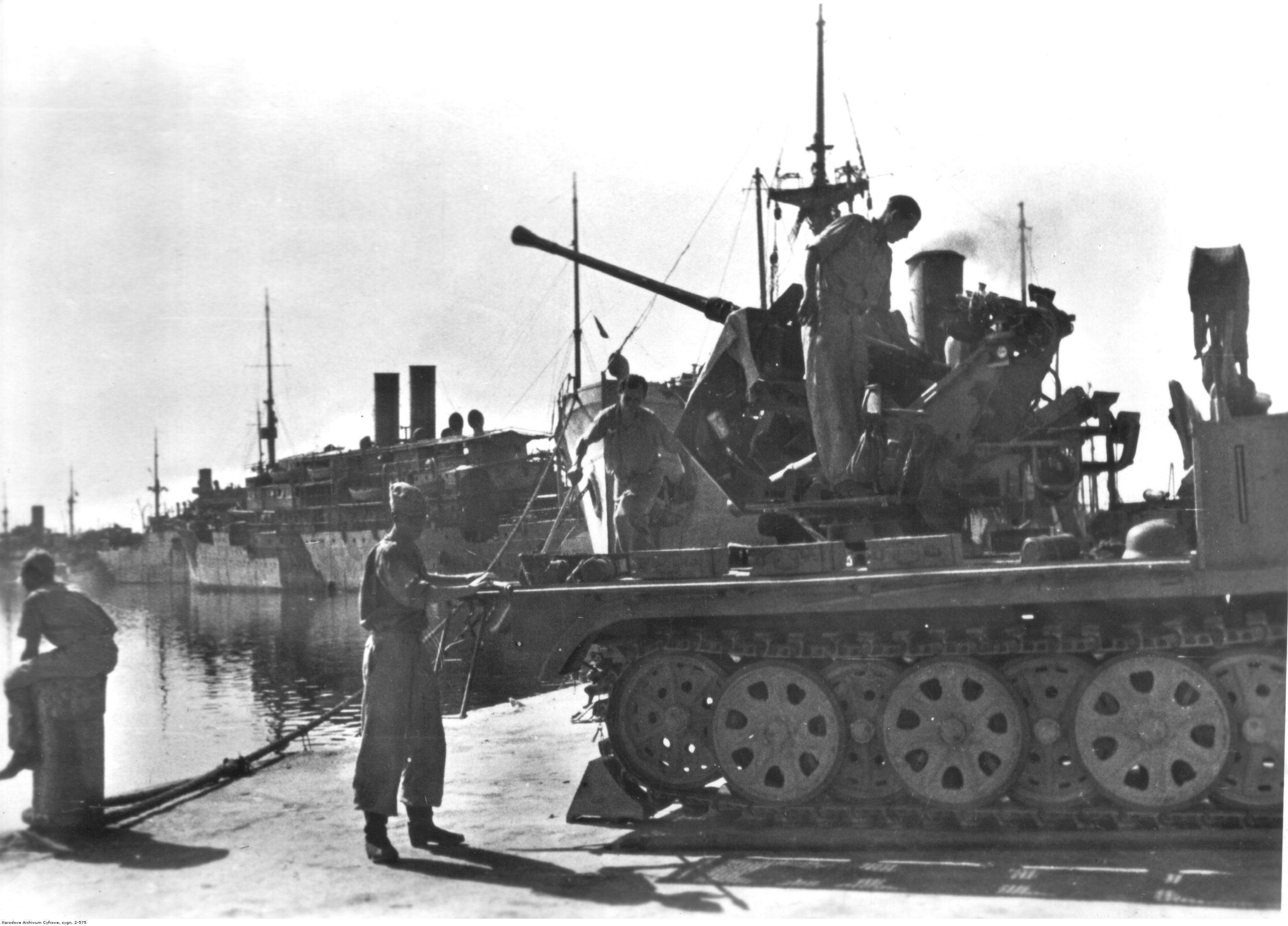
Sd.Kfz. 6/1: 标准半履带车，用于牵引火炮，可容纳多至15名乘员[1][3]。
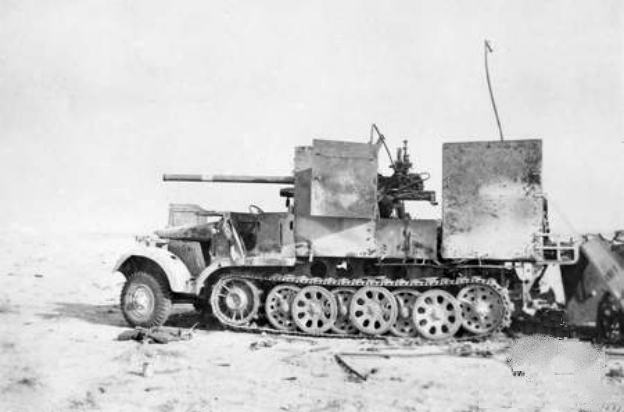
Sd.Kfz. 6/2，又称5吨牵引车底盘3.7厘米36年式高射炮（37 mm FlaK36 auf Fahrgestell Zugkraftwagen 5t）: 在车身后半部分安装了一门37毫米Flak 36高射炮，乘员组7人[3]。
- Sd.Kfz. 6/3，又称7.62厘米FK36（r）5吨牵引车自行反坦克炮（7.62 cm FK36(r) auf Panzerjäger Selbstfahrlafette Zugkraftwagen 5t）：安装了一门缴获的苏军76毫米M1936师属野战炮（英语：76 mm divisional gun M1936 (F-22)），并有装甲防护[3]。   - Sd.Kfz. 6/2
  - Sd.Kfz. 6/3

### 书目
- Bishop, Chris (编). . Aerospace Publishing. 1998.